# オーテクノコーポレーション
株式会社オーテクノコーポレーションは、日本の整骨院運営及び通所介護施設、英語による民間学童保育施設運営事業者。
本社は上野駅近くの東京都台東区北上野2-11-5。代表取締役は岡田勇一郎。

## 概要
整骨院運営及び介護施設運営を主とする企業で、柔道整復及び介護業界、保育・教育業界に属する。2001年8月31日創業。柔道整復業界において代替医療の養成に対する提言及び事業への取り組み、柔道整復師の介護福祉での活躍を積極的に行っている企業である。
岡田勇一郎は学校法人日本医科学総合学院の副理事長及びその設置校である専修学校朋友柔道整復専門学校にて評議員として2004年から2018年まで務め、主に柔道整復師養成に関する業界団体と横断的に話し合いを持ち、現在も業界発展に寄与している。
また、2019年より東京都台東区議会議員を務め、介護業界の現状や中小企業の置かれた状況などの視点をもって活躍し、その上で社会に必要とされる企業を目指し、課題の認識とその解決に邁進している。
整骨院事業のほかIT部門の特質を生かし、多数の院より送付されるレセプトの集計事業も行い、柔道整復業界におけるIT化が進まない中、その進展に一石を投じている。
現在では、予防医学・東洋医療に対する東洋医療賠償共済（全国東洋医療協会）、柔道整復師を機能訓練指導員として介護事業（機能訓練型デイサービス）の運営を行い、柔道整復師の活躍の場の拡大に寄与している。
また、医食同源の原則に従い、より多くの方に予防医学の概念に沿った業務を提供している。
そして、2021年に小学校1年生の壁と言われる、共働き世帯における課題と小学校から英語必須に伴い、その双方を補うことが出来る、英語による民間学童保育施設「明光キッズe上野浅草」を開業。
地域の保育・教育の一端を担っている。

## 沿革
- 2001年（平成13年）6月  東京都葛飾区において　ふたば整骨院　開設
- 2001年（平成13年）8月  東京都台東区北上野において　設立　同時に創業者　岡田勇一郎　代表取締役に就任
- 2002年（平成14年）4月  IT事業部門　開設
- 2003年（平成15年）9月  ふたば整骨院　独立譲渡
- 2003年（平成15年）12月 東京都墨田区石原において　えびす整骨院　開設
- 2006年（平成18年）11月 東京都文京区本駒込にて　たつ接骨院　開設
- 2006年（平成18年）11月 本社内にレセプト計算センター開設
- 2009年（平成21年）11月 東京都台東区東上野にて　だいこく接骨院　開設
- 2010年（平成22年）3月  東京都台東区北上野にて　旬彩酒肴　ひふ味　開店
- 2011年（平成23年）4月  東京都足立区梅島にて　メガネコンタクトストア　シトロン　開店
- 2011年（平成23年）9月  メガネコンタクトストア　シトロン　売却
- 2013年（平成25年）2月  旬菜酒肴　ひふ味　閉店
- 2014年（平成26年）12月  えびす整骨院　独立譲渡
- 2016年（平成28年）11月  たつ接骨院　独立譲渡
- 2017年（平成29年）4月  東京都台東区北上野にて　通所介護施設　東京リハビリセンター　開設
- 2017年（平成29年）5月  東京都大田区南蒲田にて　南蒲鍼灸マッサージ指圧接骨院　開設
- 2017年（平成29年）5月  東洋医療賠償共済　開始
- 2018年（平成30年）3月  だいこく整骨院　閉院
- 2021年（令和3年）8月  創業20周年
- 2021年（令和3年）10月  明光キッズe上野浅草　開設